# Triosteum aurantiacum
Triosteum aurantiacum är en kaprifolväxtart som beskrevs av E. P. Bickn. Triosteum aurantiacum ingår i släktet feberrötter, och familjen kaprifolväxter.

## Underarter
Arten delas in i följande underarter:
- T. a. glaucescens
- T. a. illinoense

## Bildgalleri

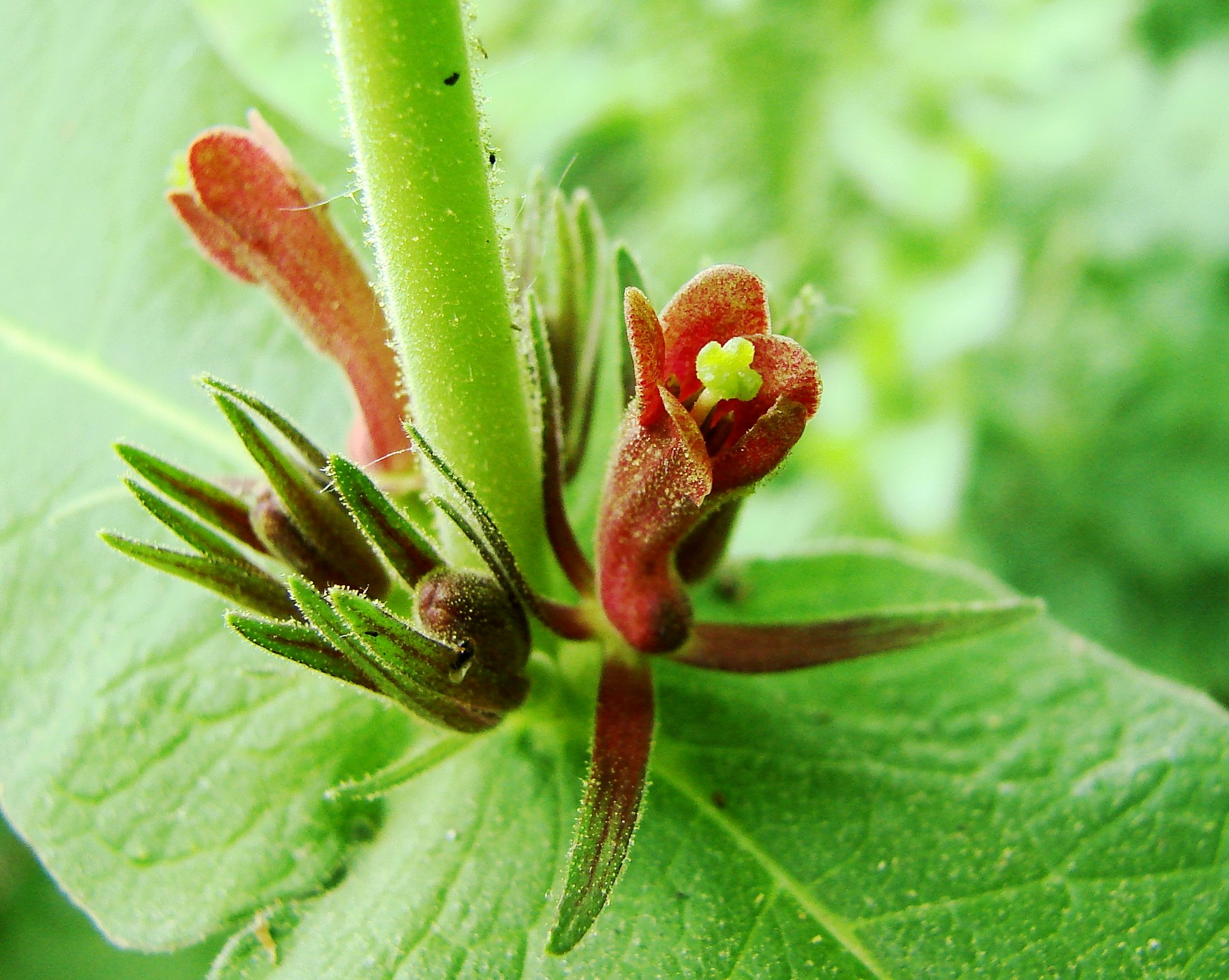